# پارک ملی تئیده

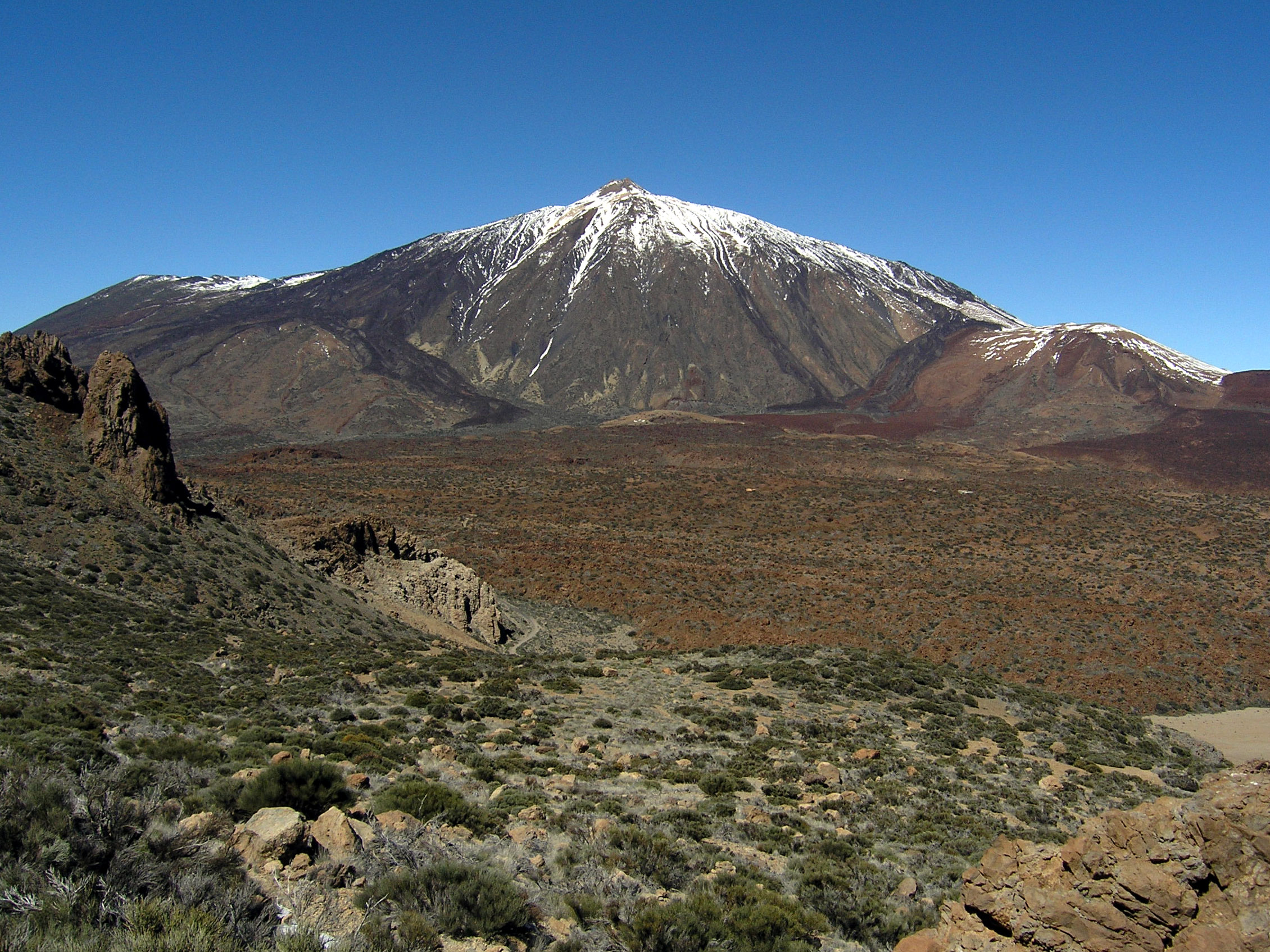
تصویری از کوه آتشفشان پارک ملی تئیده

پارک ملی تئیده (به اسپانیایی: Parque Nacional del Teide) نام پارک ملی و کوه آتشفشانی است که در جزیره تنریف در مجموعه جزایر قناری اسپانیا قرار دارد.
اتحادیه جهانی حفاظت از محیط زیست در سال ۲۰۰۷ میلادی پنج عارضه طبیعی را به فهرست میراث جهانی اضافه کرد که پارک ملی تئیده یکی از آن پنج شگفتی از فهرست میراث طبیعی جهان معرفی شد.

## نگارخانه

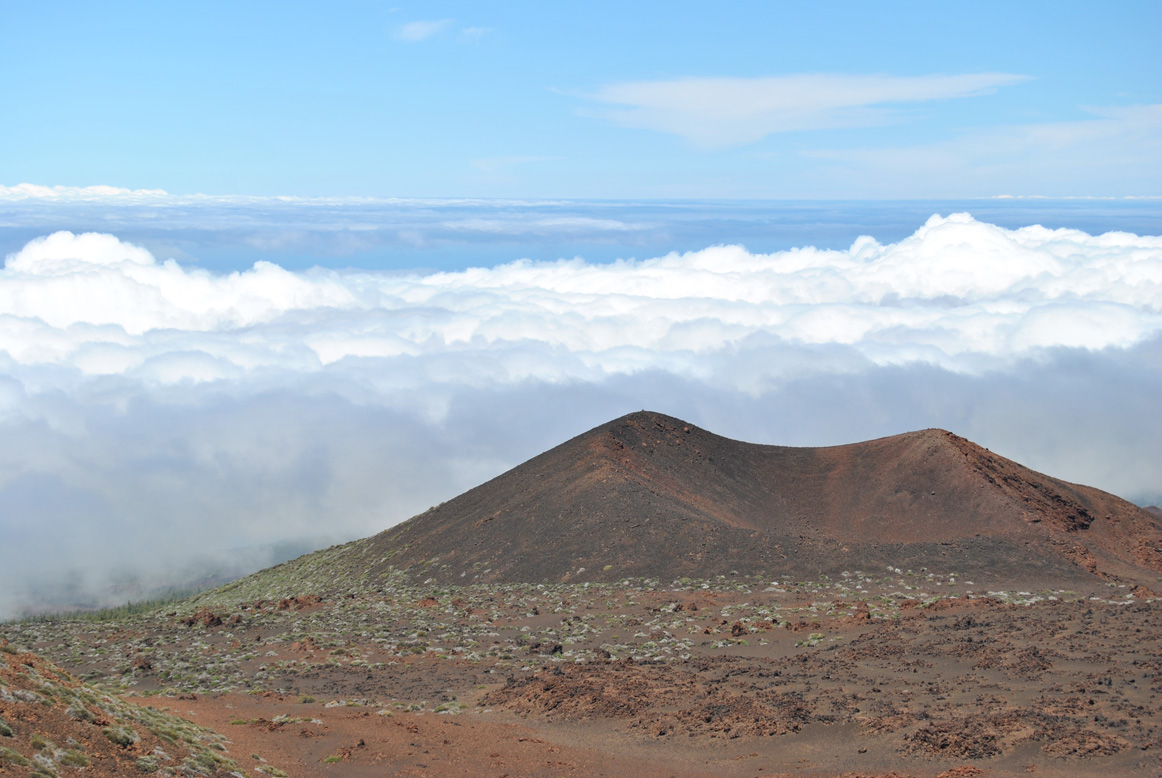
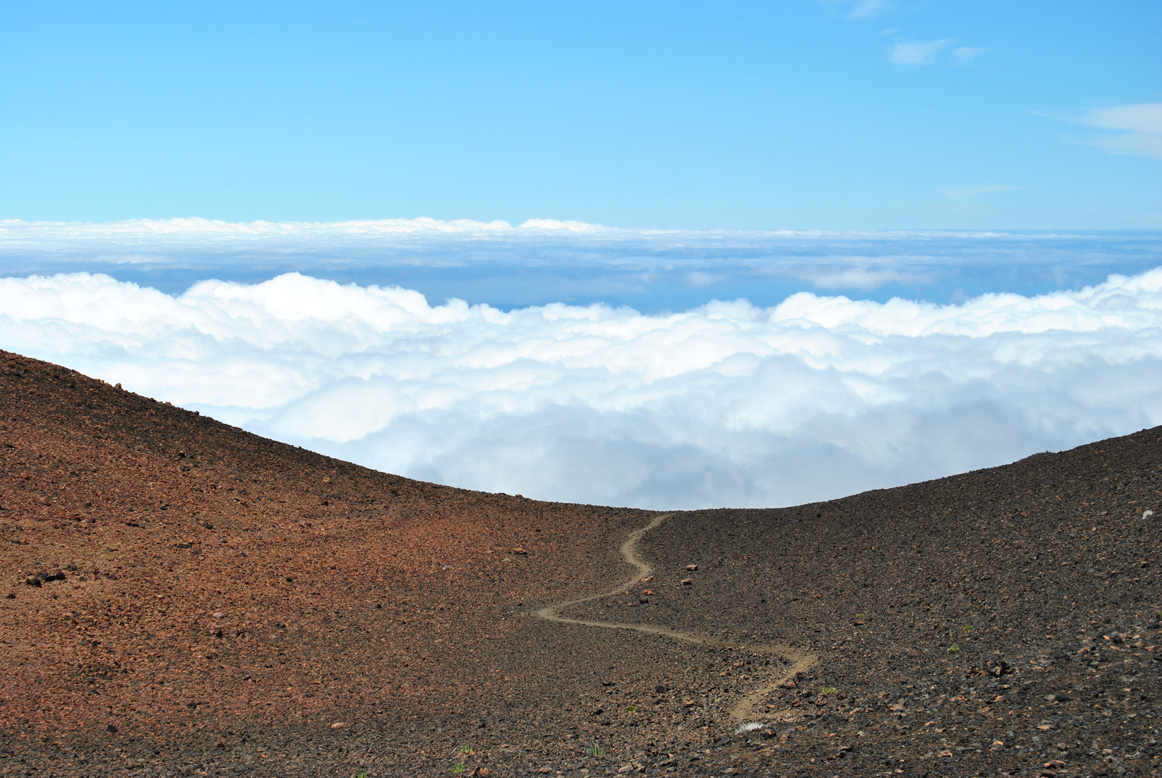
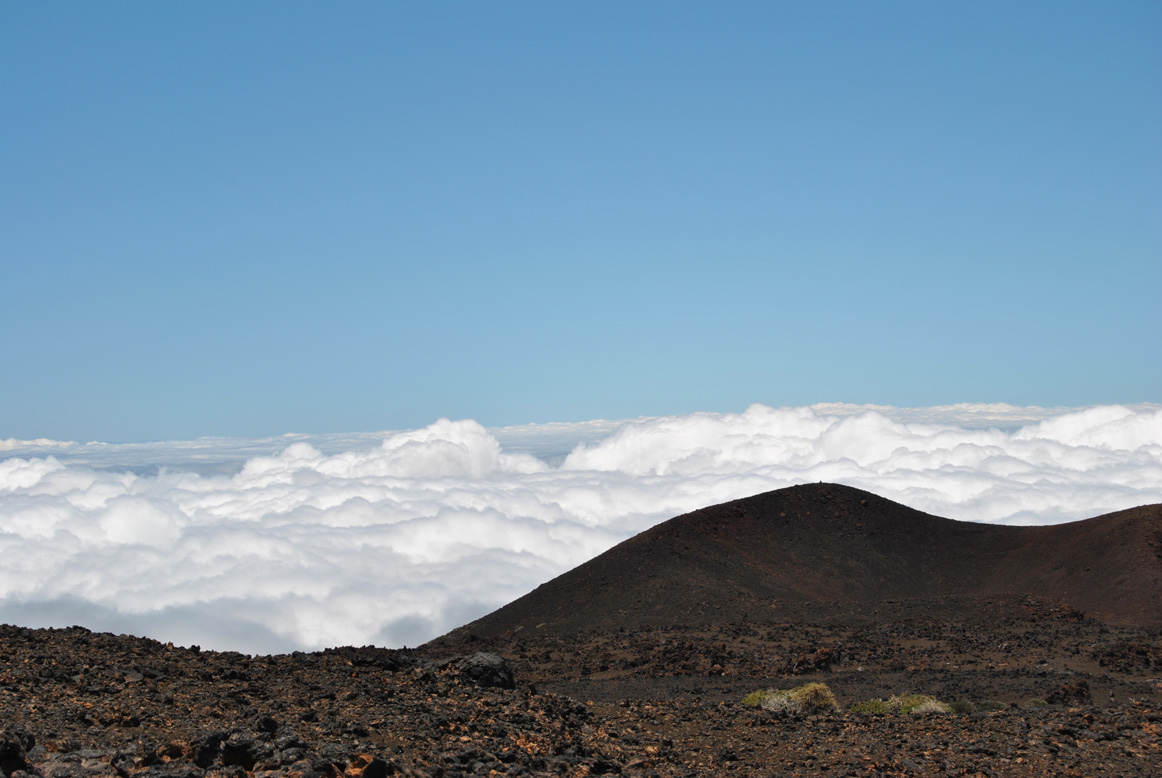
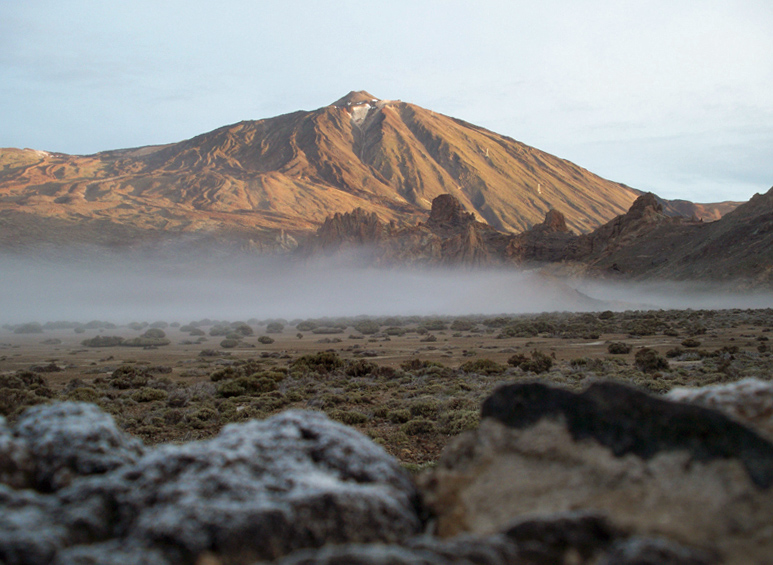
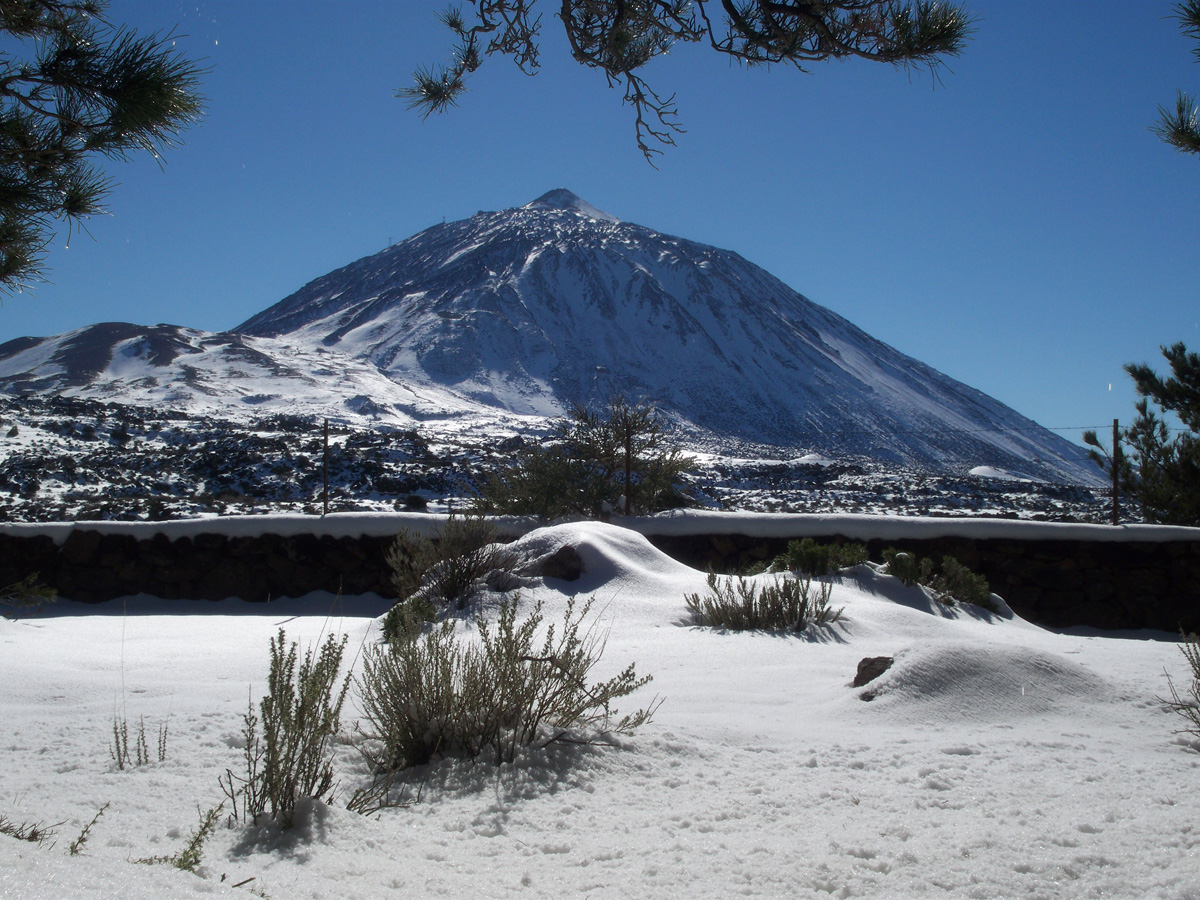

## منابع

سراسرنمایی از روک دگارسیا (Roques de García)